# NGC 4541
NGC 4541 est une vaste galaxie spirale intermédiaire située dans la constellation de la constellation de la Vierge à une distance d'environ 106,6 ± 7,5 Mpc (∼348 millions d'al). NGC 4541 a été découverte par l'astronome germano-britannique William Herschel en 1786.
NGC 4541 est une radiogalaxie et on a découvert une supernova dans celle-ci en 2007.

## Caractéristiques
La classe de luminosité de NGC 4541 est II-III et elle présente une large raie HI. 

### Distance
Sa vitesse par rapport au fond diffus cosmologique est de 7 229 ± 25 km/s, ce qui correspond à une distance de Hubble de 106,6 ± 7,5 Mpc (∼348 millions d'al).
À ce jour, huit mesures non basées sur le décalage vers le rouge (redshift) donnent une distance de 95,688 ± 8,295 Mpc (∼312 millions d'al), ce qui est à l'intérieur des valeurs de la distance de Hubble. Notons cependant que c'est avec la valeur moyenne des mesures indépendantes, lorsqu'elles existent, que la base de données NASA/IPAC calcule le diamètre d'une galaxie et qu'en conséquence le diamètre de NGC 4541 pourrait être d'environ 52,7 kpc (∼172 000 al) si on utilisait la distance de Hubble pour le calculer.

### Radiogalaxie
Selon la base de données Simbad, NGC 4541 est une radiogalaxie.

## Supernova
La supernova SN 2007gq a été découverte dans NGC 4541 le 4 août 2007 par l'astronome amateur sud africain Berto Monard. Le type de cette supernova n'a pas été déterminé.